# Mačkovac (Atyina)
Mačkovac falu Horvátországban Verőce-Drávamente megyében. Közigazgatásilag Atyinához tartozik.

## Fekvése
Verőcétől légvonalban 19, közúton 31 km-re délkeletre, községközpontjától légvonalban 9, közúton 13 km-re északra, a Papuk-hegység területén, a Csagyavica-patak völgyétől és a Szalatnokról Daruvárra menő főúttól északra, egy észak–déli fekvésű völgyben fekszik.

## Története
A 19. század első felében keletkezett a Jankovich család birtokán, akik a Dél-Dunántúlról magyar és német anyanyelvű lakossággal telepítették be. 1857-ben 110, 1910-ben 203 lakosa volt. 1910-ben a népszámlálás adatai szerint lakosságának 89%-a magyar, 6%-a német, 4%-a horvát anyanyelvű volt. Verőce vármegye Szalatnoki járásának része volt. Az első világháború után 1918-ban az új szerb-horvát-szlovén állam, majd később (1929-ben) Jugoszlávia része lett. A második világháború idején a partizánok elűzték a magyar és a német lakosságot, helyükre a háború után főként horvátok települtek. 1991-ben a falu lakosságának 92%-a horvát, 7%-a szerb nemzetiségű volt. A délszláv háború idején a település 1991 októberének elején már szerb ellenőrzés alatt volt. A horvát hadsereg 136. slatinai dandárja az Orkan-91 hadművelet során 1991. december 10-én foglalta vissza. 2011-ben 47 lakosa volt.

## Lakossága
| Lakosság változása | Lakosság változása | Lakosság változása | Lakosság változása | Lakosság változása | Lakosság változása | Lakosság változása | Lakosság változása | Lakosság változása | Lakosság változása | Lakosság változása | Lakosság változása | Lakosság változása | Lakosság változása | Lakosság változása | Lakosság változása |
| ------------------ | ------------------ | ------------------ | ------------------ | ------------------ | ------------------ | ------------------ | ------------------ | ------------------ | ------------------ | ------------------ | ------------------ | ------------------ | ------------------ | ------------------ | ------------------ |
| 1857               | 1869               | 1880               | 1890               | 1900               | 1910               | 1921               | 1931               | 1948               | 1953               | 1961               | 1971               | 1981               | 1991               | 2001               | 2011               |
| 110                | 203                | 188                | 236                | 249                | 203                | 198                | 298                | 136                | 146                | 107                | 108                | 93                 | 75                 | 71                 | 47                 |

## Nevezetességei
A Szent Kereszt tiszteletére szentelt római katolikus harangtornya.